# Joachim Bergmann (Soziologe)
Joachim Bergmann (* 13. Juli 1933 in Offenbach am Main; † 18. Dezember 2019 in Frankfurt am Main) war ein deutscher Industriesoziologe.

## Leben und Wirken
Bergmann immatrikulierte sich nach dem Abitur in Groß-Umstadt ab dem Wintersemester 1953/54 an der Technischen Hochschule Darmstadt für den Studiengang Bau- und Ingenieurwissenschaften. Nach zwei Semestern wechselte er an die Universität Frankfurt und belegte dort von 1955 bis 1960 den neu eingerichteten Studiengang für Soziologie. Er gehörte zur frühen Generation von Diplom-Soziologen, deren Lehrer Max Horkheimer und Theodor W. Adorno waren. Danach wurde er Assistent bei Professor Heinz Maus an der Universität Marburg und wurde mit einer Dissertation über den Theoretiker Talcott Parsons promoviert. Von 1965 bis 1972 war er als wissenschaftlicher Mitarbeiter am Institut für Sozialforschung in Frankfurt am Main tätig. Dort war er verantwortlicher „senior reseacher“ für die empirische Industrie- und Gewerkschaftsforschung. Ab 1972 lehrte er bis zu seiner Emeritierung als Soziologieprofessor an der Technischen Universität Darmstadt.
Er war mehrere Jahre als Gutachter für die Deutsche Forschungsgemeinschaft tätig. Weiterhin war er Mitarbeiter bei der Kommission für die Erforschung des sozialen und politischen Wandels in den neuen Bundesländern (KSPW). Er nahm an zwei Forschungsreisen nach Japan (Universität Sendai) teil.

## Schriften
- Die Theorie des sozialen Systems von Talcott Parsons. Europäische Verlagsanstalt, Frankfurt am Main 1967
- Gewerkschaften in der Bundesrepublik (gemeinsam mit Otto Jacobi und Walther Müller-Jentsch), Europäische Verlagsanstalt, Frankfurt am Main 1974
- (Hrsg.) Beiträge zur Soziologie der Gewerkschaften. Suhrkamp, Frankfurt am Main 1979
- Die Fragmentierung der Lohnarbeiterklasse in Japan, in Leviathan, Jg. 11, 1983/1, S. 99–117
- (Hrsg. mit S. Tokunaga) Industrial Relations in Transition. University of Tokyo Press, 1984
- (Hrsg. mit S. Tokunaga) Economic and Social Aspects of Industrial Relations - A Comparison of the German and Japanese Systems. Campus, Frankfurt/New York 1987
- Rationalisierungsdynamik und Betriebsgemeinschaft. Die Rolle der japanischen Betriebsgewerkschaften. Hampp, München/Mering 1990
- Die Dynamik der Conquista, in: Leviathan, Jg. 20, 1992/4, S. 573–590
- Die negative Utopie des Neoliberalismus oder die Rendite muss stimmen, in: Leviathan, Jg. 26, 1998/3, S. 319–340. Nachdruck (mit Ergänzungen) in: H. Hirsch-Kreinsen, H. Wolf (Hrsg.): Arbeit, Gesellschaft, Kritik. Sigma, Berlin 1998, S. 225–250
- Die Reichen werden reicher - auch in Deutschland. Die Legende von den moderaten Ungleichheiten, in: I. Artus, R. Trinczek (Hrsg.): Über Arbeit, Interessen und andere Dinge. Rudi Schmidt zum 65. Geburtstag. Hampp, München/Mehring 2004, S. 57–76. Nachdruck (mit Ergänzungen) in: Leviathan, Jg. 32, 2004/2, S. 185–202